# Eusceptis paraguayensis
Eusceptis paraguayensis là một loài bướm đêm trong họ Noctuidae.